# Sami Mardam-Bey
Pour les articles homonymes, voir Mardam-Bey.
Sami Mardam-Bey Pacha est un homme politique syrien né dans les années 1870 à Damas, élu député et vice-président de la fédération syrienne. 

## Biographie

### Ses débuts
Issu de l'élite Damascène, il fait ses études à l'École Ruchdié et débuta dans les bureaux du Vilayel en Syrie.

### Accession au pouvoir politique

#### Contexte historique
Lorsqu'il arrive à Damas en octobre 1918, Faisal trouve une ville où les notables locaux contrôlent le pouvoir, par peur du vide plus que par volonté de promouvoir un projet. Beaucoup sont des opposants virulents aux Hachémites ou s'en méfient. Ils ne pensent, pour les plus âgés d'entre eux (Muahmmad Fawz Al-Azm, Abd al-Rahman al-Yusuf, Sami Mardam Bey...), qu'à se rétablir dans les positions de pouvoir qui ont été les leurs avant la révoution jeune-turque. Une lutte pour le pouvoir oppose une d'une part Abd al-Quader et Saïd al-Jaza'iri, les chefs du clan Jaza'iri - d'origine algérienne, qui a suivi l'émir Abd al-Quader en exil après sa reddition aux Français et s'est fondu dans le paysage damascène -, et d'autre part Chukri al-Ayyubi et Reda Al-Rikabi, liés aux Hachémites.

#### Carrière politique
Ottomaniste, il ne se revendique d'aucun parti politique. Il fut plusieurs fois membre du conseil administratif et élu député de Damas à la première chambre des députés après la Révolution Turque de 1908. Après l'occupation de la Syrie il fut nommé vice-président de la fédération syrienne.

#### Appartenance aux mouvances politiques dites modérées
Devant la perte de prestige du cheikh Tâj al-Dîn auprès des modérés, la France favorise l'émergence d'une organisation politique de notables francophiles. Durant l'été 1929, Haqqî al-‘Azm fonde le Hizb al-Islâh al-Sûrî (Parti syrien de la Réforme) avec d'anciens fonctionnaires ottomans et des propriétaires terriens : Badî’ al-Mu'ayyad, Ruchdî Pacha al-Safadî, Ra'ûf al-Ayyûbî, cheikh Sulaymân Jukhadar, ‘Awnî al-Qudamânî, Sâmî Mardam Bey. Le Parti demande une forme républicaine de gouvernement, une assemblée constituante et préconise une voie évolutive vers l'unité et l'indépendance. Ses effectifs sont quasi réduits à la bonne vingtaine de membres fondateurs et le parti ne survivra que durant deux années.

### Franc-maçonnerie
Il est initié en novembre 1910 à la loge « Light of Damascus » à Damas sous juridiction de la Grande Loge d’Écosse avant de rejoindre la loge Kayssoun à Damas sous juridiction de la Grande Loge de France.